# Евфросіна
Евфросі́на (дав.-гр. Ευφροσύνη, лат. Euphrosyne) — персонажка грецької міфології. Богиня гарного настрою, радості та веселощів.
Евфросіна — харита, донька Зевса і Євріноми. Сестри харити — Аглая, Талія
На честь богині названо астероїд 31 Евфросіна.